# Catedral del Adviento
La Catedral del Adviento  o Iglesia Catedral del Adviento (en inglés: Cathedral Church of the Advent ) es un edificio religioso que funciona como la catedral de la Iglesia Anglicana en la ciudad de Abuya, la capital del país africano de Nigeria. Es la sede de la Diócesis Anglicana de Abuya. La Iglesia Catedral del Adviento en Abuya fue inaugurada el 26 de noviembre de 1999, además es la sede de la Comunión Anglicana en Nigeria y el Primado de toda Nigeria. El edificio fue diseñado para dar cabida a 3000 fieles. 